# رينيه بيرولي
رينيه بيرولي (بالفرنسية: René Pirolley)‏ (17 أكتوبر 1931 – 26 مارس 2013) هو سبّاح فرنسي راحل، مثّل بلاده في الألعاب الأولمبية الصيفية 1948.

## روابط خارجية
رينيه بيرولي على موقع الاتحاد الدولي للسباحة (الإنجليزية)
- رينيه بيرولي على موقع اللجنة الأولمبية الدولية (الإنجليزية)
- رينيه بيرولي على موقع أوليمبيديا (الإنجليزية)